# Intelsat 2
O Intelsat 2 (IS-2), anteriormente denominado de PAS-2, foi um satélite de comunicação geoestacionário construído pela Hughes. Na maior parte de sua vida, ele esteve localizado na posição orbital de 169 graus de longitude oeste e foi operado inicialmente pela PanAmSat e posteriormente pela Intelsat. O satélite foi baseado na plataforma HS-601 e sua expectativa de vida útil era de 15 anos. O mesmo saiu de serviço em janeiro de 2011 e foi transferido para uma órbita cemitério.

## Lançamento
O satélite foi lançado com sucesso ao espaço no dia 8 de julho de 1994, às 23:05:32 UTC, por meio de um veículo Ariane-44L H10+ a partir do Centro Espacial de Kourou, na Guiana Francesa, juntamente com o satélite BS-3N. Ele tinha uma massa de lançamento de 2920 kg.

## Capacidade e cobertura
O Intelsat 2 era equipado com 20 transponders  e 20 em banda Ku para prestar serviços de telecomunicações via satélite para a região da Ásia-Pacífico.